# Amélie Harrault
Amélie Harrault (* 4. Mai 1982 in Saumur) ist eine französische Animationsfilmerin.

## Leben
Harrault wollte zunächst Restauratorin von Gemälden werden und absolvierte ein entsprechendes Studium an der École des Beaux-Arts von Toulouse. Sie entdeckte ihre Liebe zur Animation und schloss ein Animationsfilmstudium an der École des métiers du cinéma d’animation (EMCA) in Angoulême an. Ihr Abschlussfilm sollte ursprünglich Mademoiselle Kiki und das Leben in Montparnasse werden, dessen Produktion jedoch mehrere Jahre in Anspruch nahm, sodass er erst nach Ende ihres Studiums fertiggestellt war. Der Kurzfilm Mademoiselle Kiki und das Leben in Montparnasse, der sich mit dem Leben der Muse Alice Prin, genannt Kiki von Montparnasse, beschäftigt, wurde 2013 veröffentlicht und gewann unter anderem den César als Bester animierter Kurzfilm.
Harrault blieb der Mischung von Kunst und Animation auch in ihrem nächsten Projekt treu: In der sechsteiligen Serie Die Abenteurer der modernen Kunst stellte sie in einer Mischung aus Dokumentation und Animation verschiedene Pariser Künstler vor, die die moderne Kunst des 20. Jahrhunderts wesentlich prägten, darunter Pablo Picasso, Henri Matisse und auch Kiki de Montparnasse.
Als Animatorin war Herrault auch an Filmen anderer Regisseure beteiligt, so an Jerome Perrillat-Collombs Le troisieme œil (2014). Für Pierre Solettis Buch Je dirais que j’ai raté le train fertigte Harrault die Illustrationen.

## Filmografie
- 2013: Mademoiselle Kiki und das Leben in Montparnasse (Mademoiselle Kiki et les Montparnos)
- 2015: Die Abenteurer der modernen Kunst (Les aventuriers de l’art moderne)   (TV-Serie, 6 Folgen)

## Auszeichnungen (Auswahl)
- 2013: Nominierung Cristal d’Annecy, Festival d’Animation Annecy, für Mademoiselle Kiki und das Leben in Montparnasse
- 2013: Nominierung Hölzerner Wolf, Tallinn Black Nights Film Festival, für Mademoiselle Kiki und das Leben in Montparnasse
- 2013: Bester Animationsfilm und Publikumspreis, Festival Internacional de Animación de Córdoba, für Mademoiselle Kiki und das Leben in Montparnasse
- 2014: César, Bester animierter Kurzfilm, für Mademoiselle Kiki und das Leben in Montparnasse
- 2015: Kritikerpreis des Syndicat Français de la Critique de Cinéma et des Films de Télévision für Die Abenteurer der modernen Kunst